# ایوان کیزیموف
ایوان کیزیموف (به روسی: Иван Михайлович Кизимов) (زادهٔ ۲۸ مه ۱۹۲۸ میلادی – درگذشته ۲۲ سپتامبر ۲۰۱۹) سوارکار اتحاد جماهیر شوروی سوسیالیستی پیشین و قهرمان المپیک بود که در نووچرکاسک متولد شد. او مدال طلای انفرادی درساژ در بازی‌های المپیک تابستانی ۱۹۶۸ مکزیکو سیتی را بدست آورد.ایوان کیزیموف همچنین موفق به دریافت مدال طلا در بازی‌های المپیک تابستانی ۱۹۷۲ مونیخ شد.وی همین‌طور برندهٔ مجموع هشت مدال در مسابقات قهرمانی درساژ اروپا بوده‌است که شامل ۵ مدال نقره و ۳ برنز می‌شوند.